# Kapskofabriken
Kapskofabriken er en dansk dokumentarisk optagelse fra 1916.

## Handling
Man følger produktionen af kapsko - tidens moderne træsko med træbund, men med overlæder og læderhælekappe. Optaget i Køge, 23. marts 1916.